# 幻想物語
『幻想物語』（げんそうものがたり、Storia Di Un Minuto）は、プレミアータ・フォルネリア・マルコーニ（P.F.M.）のデビュー・アルバム。本国イタリアで1972年に発表された。

## 概要
原題の意味は「1分の物語」。イタリアのアルバムチャートで最高4位、年間ランキングでもエマーソン・レイク・アンド・パーマーの『トリロジー』に次いで11位まで上昇するヒットになった。
オリジナルLPにはA面に4曲、B面に3曲が収録された。「何処で…何時…」はパート1とパート2に分けられ、前者がA面4曲目、後者がB面1曲目に収録された。
日本盤のLP（K28P 734）とCD（K32Y 2180）が発売されたのは1988年。イタリアでの第2作『友よ』と共にキングレコードの「ヨーロピアン・ロック・コレクション」（クライムシリーズ）に含まれた。

## 収録曲
1. イントロダクション - Introduzione (1:10)
2. 九月の情景 - Impressioni Di Settembre (5:44)
3. 祭典の時 - E' Festa (4:52)
4. 何処で…何時…(パート1) - Dove...Quanto...(Parte 1) (4:10)
5. 何処で…何時…(パート2) - Dove...Quanto...(Parte 2) (6:01)
6. ハンスの馬車 - La Carrozza Di Hans (6:46)
7. 限りなき感謝 - Grazie Davvero (5:53)

- 「九月の情景」は1974年にピート・シンフィールドに英語詞をつけられて「甦る世界」（The World Became The World）と改題され、『甦る世界』の英語版に収録された。
- 「祭典の時」は1973年にシンフィールドに英語詞をつけられて「セレブレイション」（Celebration）と改題され、『幻の映像』に収録された。